# Колобани
Колобани (груз. ქოლობანი) — село в Грузии, на территории Абашского муниципалитета края (мхаре) Самегрело-Верхняя Сванетия.

## География
Село находится в западной части Грузии, к западу от реки Цхенисцкали, на расстоянии приблизительно 2 километров (по прямой) к востоку от города Абаша, административного центра муниципалитета. Абсолютная высота — 30 метров над уровнем моря.

## Население
По результатам официальной переписи населения 2014 года в Колобани проживало 600 человек (282 мужчины и 318 женщин). В национальной структуре населения грузины составляли 100 %.
| Год  | Население, человек |
| ---- | ------------------ |
| 2002 | 747                |
| 2014 | ↘ 600              |